# مسیر تجاری وارنگیان به یونان

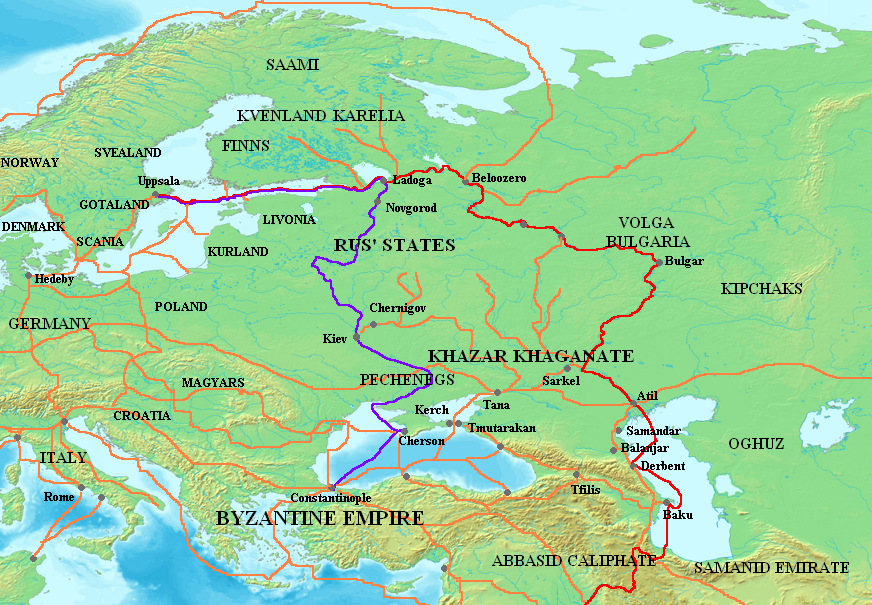
نقشه مسیرهای تجاری وارنگیان: مسیر تجاری ولگا (رنگ قرمز) و مسیر تجارت از وارنگیان به یونانیان (بنفش). دیگر مسیرهای تجاری از قرون ۸ تا ۱۱ نشان داده شده به رنگ نارنجی است.

مسیر تجارت از وارنگیان به یونانیان یا مسیر تجاری دنیپر (به روسی: [Путь из варяг в греки, Put' iz varjag v greki] Error: {{Lang}}: متن دارای نشانه‌گذاری ایتالیک است (راهنما)، به سوئدی: Vägen från varjagerna till grekerna، به یونانی: Εμπορική Οδός Βαράγγων - Ελλήνων) نام مسیر تجارتی بود که در قرون وسطی اسکاندیناوی را با کیوان روس و امپراطوری روم شرقی متصل می‌کرده است. این مسیر اجازه می‌داد معامله گران در امتداد طول آن تجارتی پرسود با شهرهای امپراتوری بیزانس داشته و همچنین بتوانند در مناطق بلاروس، روسیه و اوکراین کنونی سکونت کنند. اکثر مسیر متشکل از یک آبراه بود که منجمله دریای بالتیک، چندین رودخانه و رودهای منطقه بالتیک مانند دنیپر و حوضه آبریز آن و… را شامل می‌شد. به جز مسیر دنیپر یک مسیر جایگزین هم وجود داشت که طول نیستر را پیموده و در ساحل غربی دریای سیاه توقف می‌کرد. این یکی مسیر را به تنهایی مسیر تجاری نیستر نیز می‌نامند.
در اوایل قرن نهم میلادی، روس‌های وارنگی، که وایکینگ‌های به شرق آمده بودند، پس از عبور از دریای بالتیک و خلیج فنلاند از راه رود وولخوف به دریاچه ایلمن در جنوب سن پترزبورگ وارد شده و شهر نووگورود را در جزیرهٔ مناسبی ساختند. همچنین روس‌ها یک شهر به نام آلدیگجا را بنا نهاده بودند، این شهر حدود ۹٫۷ کیلومتری جنوب رود وولخوف، در دهانهٔ دریاچه لادوگا، بود.

## تاریخچه

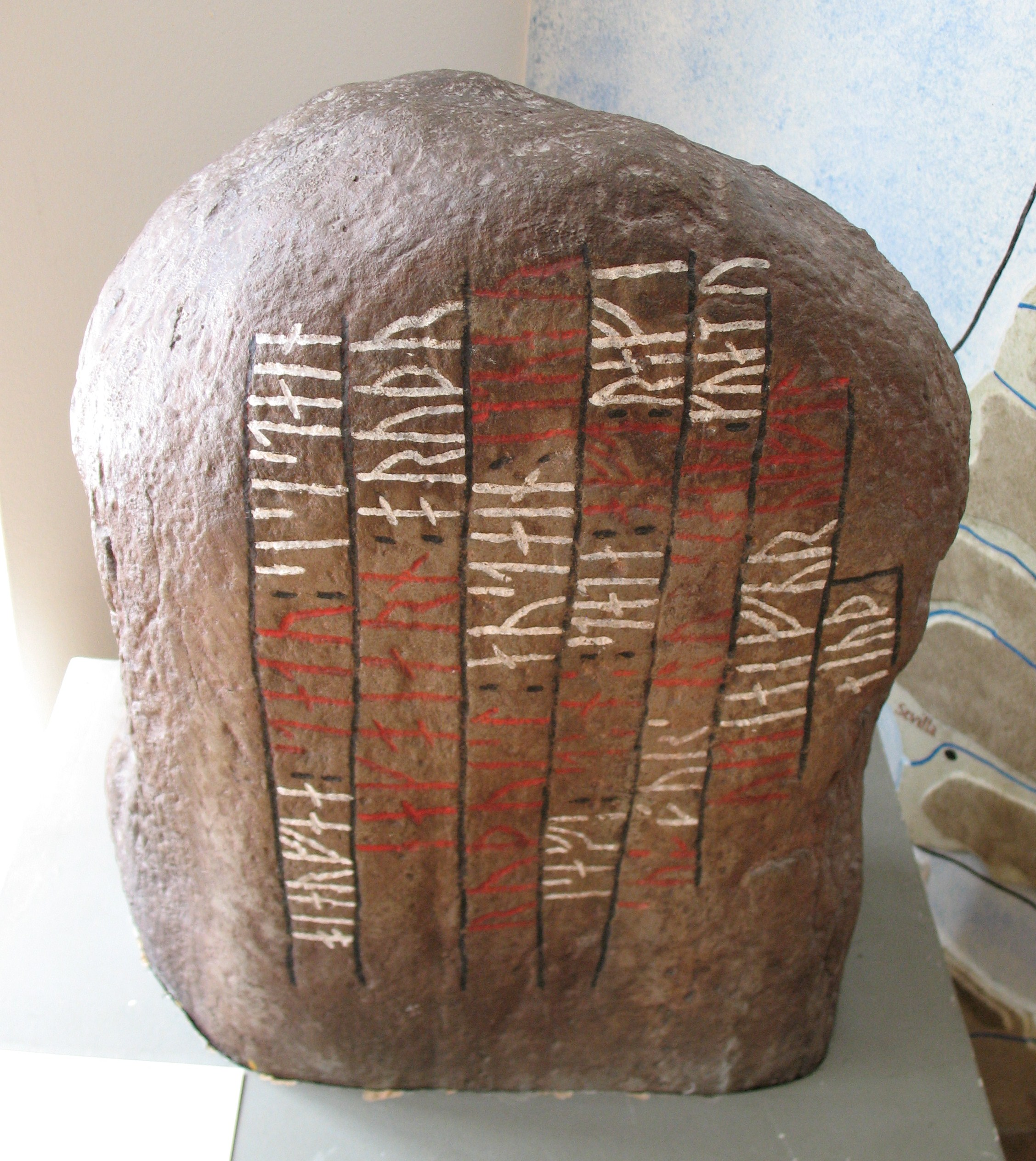
یک کپی رنگی از runestone G 280 که دربارهٔ مرگ در دنیپر رپیدز نوشته است.

مسیر از وارنگیان به یونان اولین بار در کرونیکل اولیه ثبت شده اما به وقایعی که در ارتباط با حضور وارنگی‌ها در بیزانس است، خیلی زودتر و در اوایل قرن نهم اشاره شده. در آن نوشتارها از لفظ وایکینگ استفاده شده که دقیق مشخص نیست منظور کدام طایفه وایکینگی از میان وارنگیان، سوئدیان، روس‌ها یا… بوده‌اند.
مسیر مذکور احتمالاً در اواخر هشتم و اوایل قرن نهم زمانی که کاشفان وارنگی در جستجوی ناحیتی برای غارت و گرفتن بردگان و محصولات بودند، افتتاح شد. مسیر اهمیت قابل توجهی در قرن دهم تا اوایل قرن یازدهم داشت و همزمان با مسیر تجاری ولگا و مسیر تجاری خزرها به آلمان مورد استفاده بود.
طبق گفته کنستانتین هفتم قبایل Krivichs و دیگر دسته‌های وابسته به کییف با قایق‌های بادبانی که برای سی تا چهل نفر جا داشت به امتداد رودخانه رفته و سپس از دنیپر به کییف می‌رفتند. آن‌ها مسلح بودند و کالاهایی برای تجارت حمل می‌کردند.
| نام امروزی                             | اسلاوی                                                    | نورسی                                   |
| -------------------------------------- | --------------------------------------------------------- | --------------------------------------- |
| Ne sǔpi, ‘Don't Sleep’ (Εσσουπη)       | Sof eigi, ‘Don't Sleep’                                   |                                         |
| Surskij, ‘Severe One’; Lochanskij      | Ostrovǐnyj pragǔ, ‘Island-waterfall’ (Οστροβουνιπραχ)     | Holmfors, ‘Island-Waterfall’ (Ουλβορσι) |
| Zvonets(kij), ‘Clanger’                | Gellandi, ‘Roaring’ (Γελανδρι)                            |                                         |
| Nenasytets(kij), ‘Insatiable’          | Nejasytǐ, ‘pelican (which nested there)’ (Νεασητ)         | Eyforr, ‘ever violent’ (Αειφορ)         |
| Volnyj, Volninskij, ‘[place] of waves’ | Vlǔnǐnyj pragǔ, ‘wave-waterfall’ (Βουλνηπραχ)             | Bárufors, ‘wave-waterfall’ (Βαρουφορος) |
| Tavolzhanskij                          | Vǐruchi, ‘laughing (ref. to noise of water)’ (Βερουτζη)   | Hlæjandi, ‘laughing’ (Λεαντι)           |
| Lishnij, ‘superfluous’                 | Naprjazi?, ‘bend, strain?’ (Ναπρεζη); Na bǔrzǔ?, ‘quick?’ | Strukum, ‘[at the] rapids’ (Στρουκουν)  |